# Tirazayi (huyện)
Tere Zayi là một huyện thuộc tỉnh Khowst, Afghanistan. Dân số thời điểm năm 1999 là 27,623 người.